# World Club Challenge 2008
El World Club Challenge de 2008 fue la decimosexta edición del torneo de rugby league más importante de clubes a nivel mundial.

## Formato
Se enfrentan los campeones del año anterior de las dos ligas más importantes de rugby league del mundo, la National Rugby League y la Super League.

## Participantes
| Liga                       | Ganador                    |
| -------------------------- | -------------------------- |
| National Rugby League 2007 | Manly-Warringah Sea Eagles |
| Super League XII           | Leeds Rhinos               |

## Encuentro
| 29 de febrero | Leeds Rhinos | 11 - 4 | Melbourne Storm | Elland Road, Leeds              |  |
|               |              |        |                 | Asistencia: 33 204 espectadores |  |

| Bandera de Inglaterra |
| Campeón Leeds Rhinos  |
| Segundo título        |